# Buronzo
Buronzo là một đô thị ở tỉnh Vercelli trong vùng Piedmont thuộc Ý, có cự ly khoảng 60 km về phía đông bắc của Torino và khoảng 20 km về phía tây bắc của Vercelli. Tại thời điểm ngày 31 tháng 12 năm 2004, đô thị này có dân số 967 người và diện tích là 25,0 km².
Buronzo giáp các đô thị: Balocco, Carisio, Castelletto Cervo, Gifflenga, Masserano, Mottalciata, Rovasenda, San Giacomo Vercellese, và Villanova Biellese.